# کات گوت کرومیک

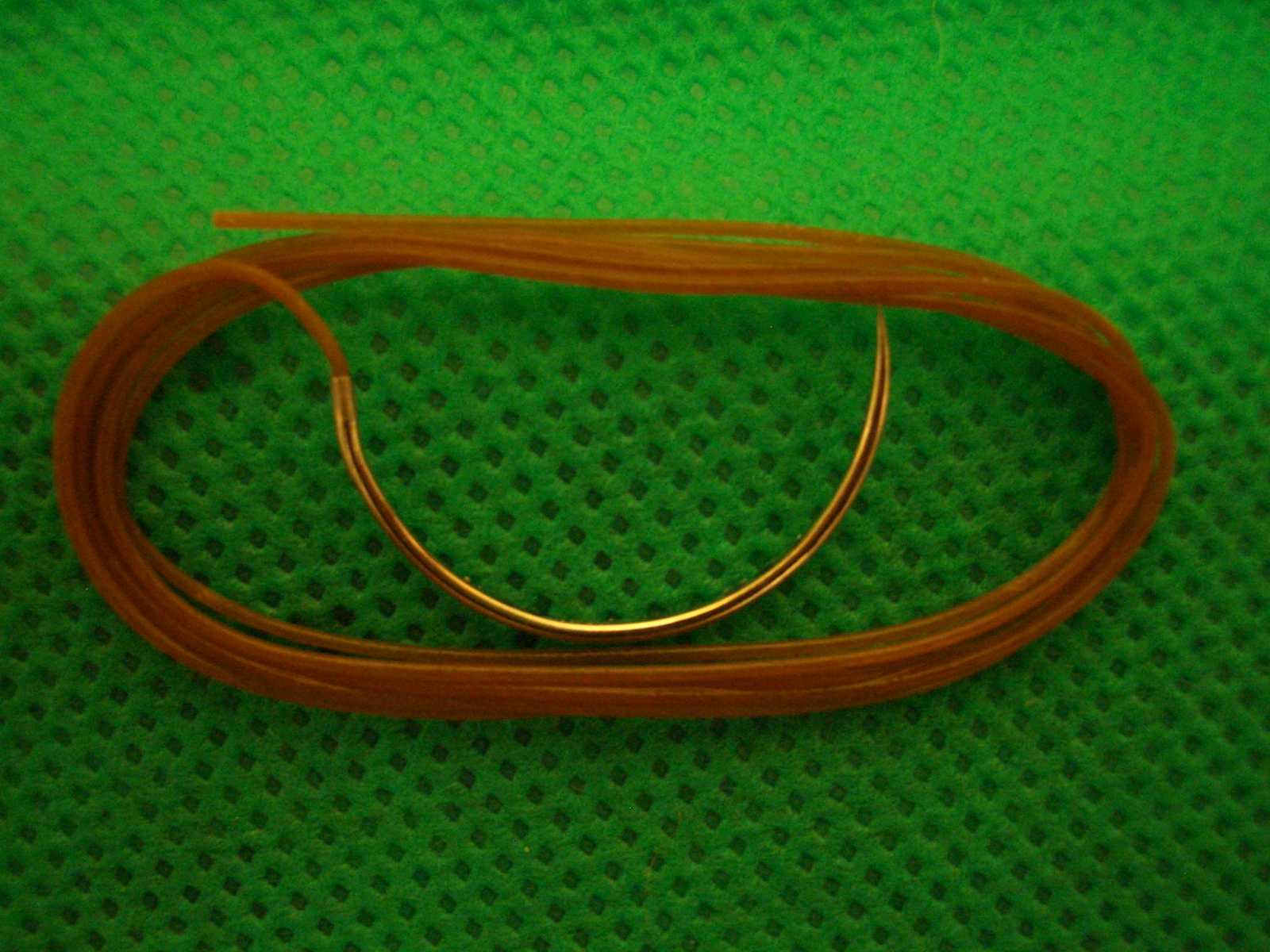
کات گوت کرومیک

کات گوت کرومیک(به انگلیسی: Catgut Chromic) نوعی نخ بخیه قابل جذب بوده که از روده خوک و گوسفند تهیه می‌گردد.

## خصوصیات
- قدرت کشش این نخ در طی ۲۱ روز کاهش می‌یابد.
- جهت تاخیر سرعت جذب، با نمکهای کرومیک آغشته شده است.

## نگارخانه

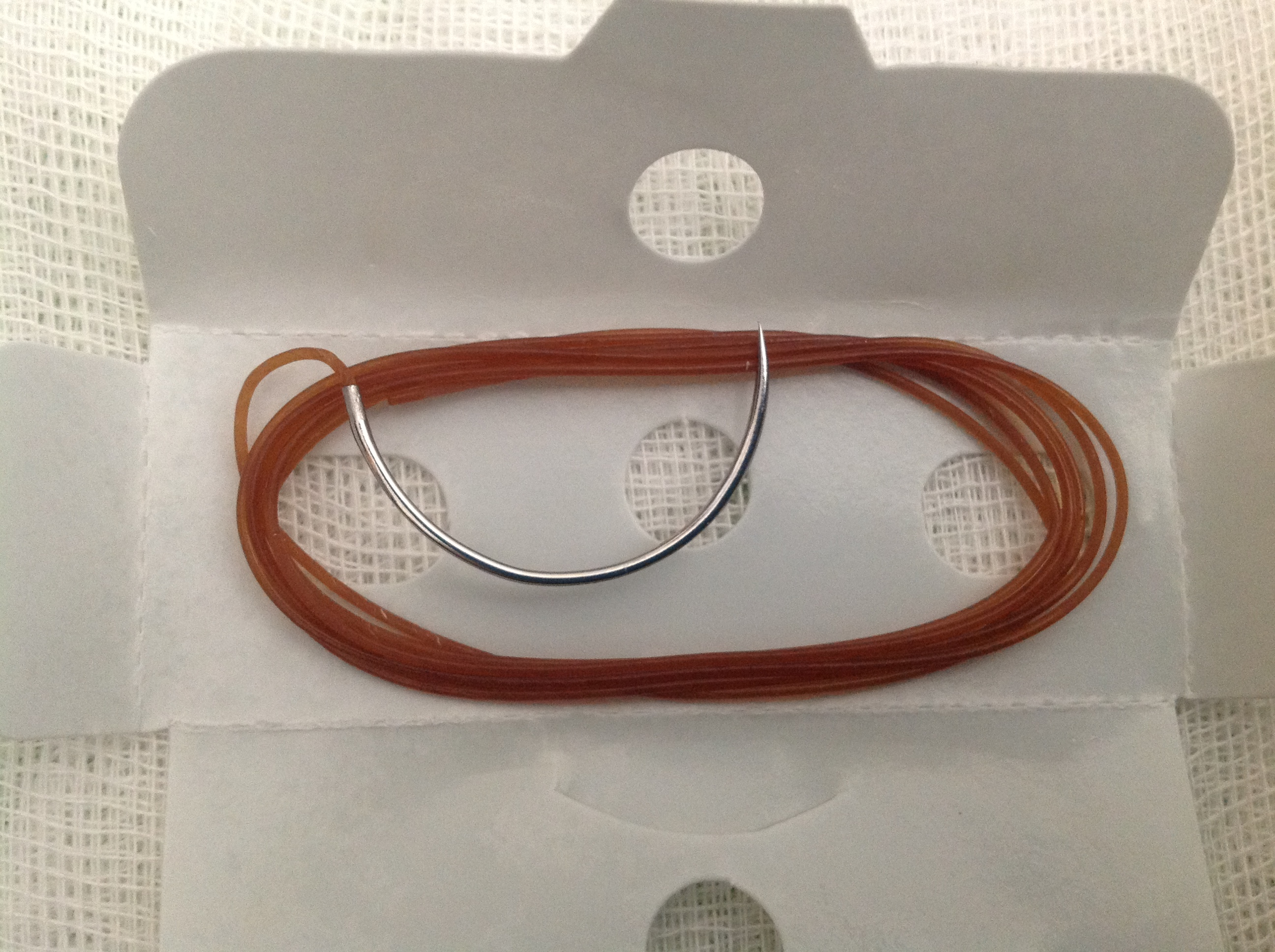
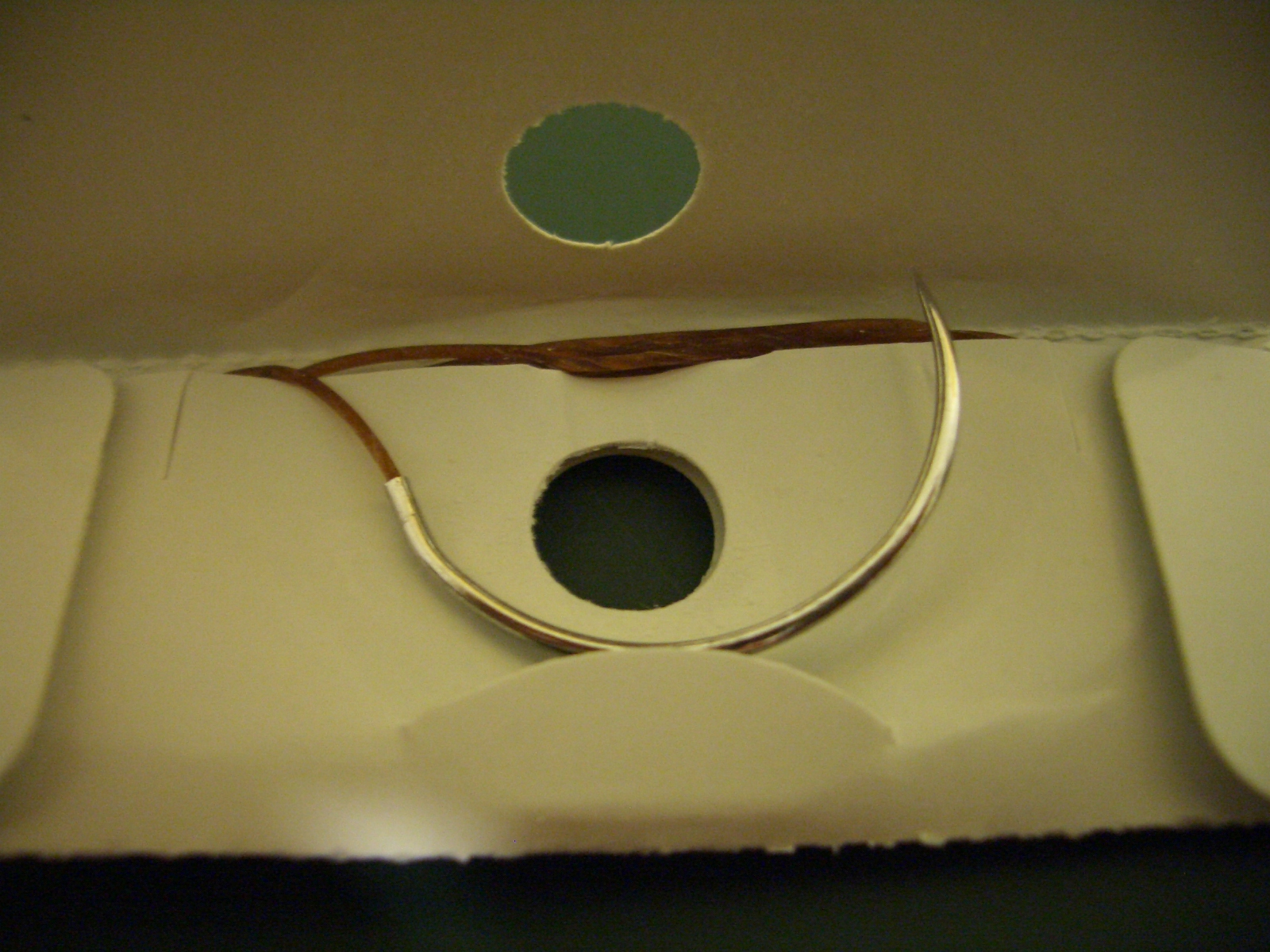

## کاربرد
- بستن عروق داخلی بزرگ
- بستن فاسیا(نیام fascia )
- جراحی‌های چشمی
- مجاری ادراری و صفراوی